# Mamo Wolde
Degaga ("Mamo") Wolde (Diri Jille, 12 de juny, 1932 - 26 de maig, 2002) és un ex atleta etíop especialista en fons.
En la seva primera aparició olímpica a Melbourne 1956 Wolde va competir en els 800 m, 1.500 m i els relleus 4x400. No va participar en els Jocs Olímpics d'Estiu de 1960 en els quals Abebe Bikila va esdevenir el primer etíop a guanyar una medalla d'or.
A partir de la dècada de 1960 Wolde va canviar les proves de mitjana distància per les de fons. Va obtenir el quart lloc en els 10.000 metres als Jocs Olímpics d'Estiu de 1964. Després d'Abebe Bikila, Wolde va esdevenir el segon en guanyar el títol en marató per Etiòpia, als Jocs Olímpics d'Estiu de 1968. Anteriorment en les mateixes Olimpíades, Wolde ja havia guanyat la medalla de plata en els 10.000 m. El 1972, Wolde va guanyar una tercera medalla olímpica a l'edat de 40 anys, assolint el bronze en la marató. També va guanyar la marató als Jocs Panafricans de 1973.